# Rick Warren
Rick Warren (* 28. ledna 1954 San Jose, Kalifornie, USA) je americký baptistický pastor a spisovatel. Založil sbor Saddleback Church ve městě Lake Forest v Kalifornii, kde působí jako hlavní pastor. Tento sbor je[kdy?] osmým největším sborem v celých Spojených státech. Warren patří mezi nejprodávanější autory křesťanských knih, jeho nejznámějšími publikacemi jsou průvodce službou a evangelizací s názvem The Purpose Driven Church (česky Cílevědomá církev) a The Purpose Driven Life (česky Proč jsme vůbec tady?). Na tato díla navázala řada konferencí o církevní službě a evangelizaci. Americké prestižní časopisy (např. Time či U.S. News and World Report) jej v posledních letech opakovaně zařazují mezi nejvýznamnější světové náboženské vůdce a nejvlivnější Američany.

## Rodina a vzdělání
Warren se narodil v San Jose v Kalifornii jako syn Jimmyho a Dot Warrenových. Jeho otec byl baptistickým kazatelem, maminka knihovnicí na střední škole. Dětství strávil ve městě Ukiah v Kalifornii, kde také v roce 1972 zakončil studium na střední škole, prvním místě, v němž založil křesťanský klub s názvem Rybáři lidí. Jeho sestra Chaudnel má za muže dalšího z pastorů sboru Saddleback. Jejich bratr Jim C. Warren zemřel v roce 2007.
Bakalářský titul získal Warren na Kalifornské baptistické univerzitě ve městě Riverside v Kalifornii, magisterský titul pak na Baptistickém teologickém semináři ve městě Fort Worth v Texasu a doktorát na Fullerově teologickém semináři v Pasadeně v Kalifornii.

## Osobní život
Od roku 1979 je ženatý s Kay Warrenovou. Narodily se jim tři děti (Amy, Josh a Matthew) a v současnosti mají už čtyři vnoučata.

Warren tvrdí, že jeho hlavními duchovními otci byli Peter Drucker, Billy Graham a jeho vlastní otec.

Díky úspěchu, který zaznamenala jeho kniha, se Warren v roce 2005 rozhodl vrátit církvi všechny platy za posledních 25 let, které od ní dostal, a rozhodl se dále žádný plat nepobírat. Spolu s manželkou se stali netradičními křesťany, kteří namísto desátků odvádějí 90 % svých příjmů a žijí ze zbývajících 10 %.

V důsledku psychické nemoci a dlouhodobých depresí spáchal Warrenův nejmladší syn Matthew 5. dubna 2013 ve věku 27 let sebevraždu. V září toho samého roku navštívili Rick a Kay Warrenovi diskuzní pořad televize CNN, kde o synově smrti mluvili s Piersem Morganem. Kay zde popisovala muka, kterými procházela jako matka dítěte, jež zažívalo takovou bolest, že jediné východisko vidělo ve smrti.

## Kariéra
Warren tvrdí, že své povolání do služby pastora prožil v 19 letech, v době, kdy studoval na Kalifornské baptistické univerzitě. V listopadu roku 1973 se spolu se svým spolužákem rozhodl jít za školu a vyrazili do 350 mil vzdáleného San Franciska, aby si poslechli W. A. Criswella. Když na něho po programu Warren čekal, aby si s ním potřásl rukou, řekl mu Criswell o Božím hlasu, který mu řekl, ať na něho vkládá ruce a modlí se za něho.
Během svých studií na Baptistickém teologickém semináři pracoval Warren na Texas Ranch for Christ, v zařízení, které zřídil Billie Hanks Jr. Zde se Warren pustil do psaní knih. Výsledkem je spoluautorství na knihách The Victory Scripture Memory Series a The Twelve Dynamic Bible Study Methods for Laity.
Na Velikonoční neděli roku 1980 uspořádal se svým sborem Saddleback první veřejnou bohoslužbu na střední škole Laguna Hills, kam zavítalo na 200 hostů. Warrenovy metody pro církevní růst způsobily, že se sbor začal rapidně rozrůstat. Za 33 let své historie vystřídal sbor na 80 různých míst k setkávání.
Svou první budovu se sbor rozhodl postavit teprve v době, kdy se nedělních bohoslužeb pravidelně účastnilo 10 000 návštěvníků. Když na začátku 90. let zakoupili areál v Lake Forest, využívali po nějakou dobu k setkávání stan s 2300 sedadly, kde každý víkend probíhaly 4 bohoslužby. V roce 1005 bylo dokončeno současné Centrum chval s 3500 místy k sezení. Během následujících let byla s několikamilionovým rozpočtem dokončena také budova pro službu dětem a budova s kancelářemi. V červnu roku 2008 postavili také budovu pro službu mladým, které se říká Rafinérie. V současnosti navštěvuje sbor Saddleback na 20 000 lidí týdně, čímž se stává 8. největším sborem v USA.
Warren byl pozván jako host na celou řadu celonárodních i mezinárodních fór, včetně Světového ekonomického fóra v Davosu, Africké unie, Rady pro mezinárodní vztahy, Harvard Kennedy School, či celosvětového zdravotnického summitu, který pořádal časopis Times. V letech 2005 a 2006 byl zvolen členem Rady pro zahraniční otázky a v roce 2005 byl v říjnovém čísle časopisu U.S. News and World Report zvolen jedním z 25 nejvýznamnější vůdčích osobností. V časopise Time se v roce 2005 zase dostal do žebříčku 100 nejvlivnějších lidí světa. V roce 2006 jej zařadil časopis Newsweek mezi 15 lidí, díky nimž je Amerika výjimečná. Warren vyzval církve po celém světě, aby zaměřili své úsilí na boj proti chudobě a nemocem, na rozšíření vzdělávacího systému i mezi utiskované a na péči o životní prostředí. Spolu s manželkou působí v řadě neziskových organizací jako např. Acts of Mercy (Skutky milosti), RKW Legacy Partners, Equipping the Church (Vyzbrojení církve).
V srpnu 2008 upoutal Warren pozornost Američanů tím, že uspořádal v prostorách sboru Saddleback Občanské prezidentské fórum, kam pozval oba prezidentské kandidáty, Johna McCaina a Baracka Obamu. Cílem tohoto fóra bylo podle Warrena vnést zdvořilost do občanského diskurzu. Toto fórum bylo prvním společným vystoupením McCaina a Obamy jakožto kandidátů na prezidenta a bylo odvysíláno v celonárodní televizi. V tomto zhruba dvouhodinového programu se vystřídali oba řečníci ve dvou hodinových blocích, během nichž odpovídali na Warrenovy otázky týkající se víry a morálních témat, jako jsou potraty či lidská práva. Obama jej v lednu 2009 požádal, aby měl na jeho prezidentské inauguraci invokaci, což vyvolalo ostrou diskuzi.
Warren zastává konzervativní teologické názory a na sociální otázky jako jsou uměle navozené potraty, stejnopohlavní manželství či výzkum embryonálních kmenových buněk má tradiční evangelikální pohled.

## Církev i život určené cílem
Purpose Driven (česky cílevědomý, záměrem-určený) je koncept, jehož autorem je Rick Warren. Dnes jej používají pastoři a ostatní církevní vedoucí po celém světě k zefektivnění svých vedoucích rolí. Toto vyučování je shrnuto ve Warrenově slavné knize The Purpose Driven Church (česky Cílevědomá církev), která vyšla roku 1995. Doposud navštívilo některý z jeho seminářů či konferencí přes 400 000 pastorů a církevních vedoucích, kteří touží po efektivnější plnění Velkého poslání. Purpose Driven představuje snahu těchto vedoucích věnovat se ve svých osobních životech i sborech vyváženě těmto 5 cílům: uctívání, společenství, učednictví, službě a šíření evangelia.

Křesťané ve 162 státech využívají materiály, které z tohoto hnutí vzešly. Warren tvrdí, že jeho organizace vyškolily na 400 000 pastorů po celém světě. Na 189 000 sborů je přihlášeno k odběru týdenního oběžníku Ministry Toolbox.

## Knihy
Kniha Ricka Warrena Cílevědomá církev (The Purpose Driven Church) byla přeložena do více než 25 jazyků a prodalo se přes milion jejích výtisků. Získala řadu prestižních literárních ocenění a je používána jako učebnice na celé řadě seminářů. Kromě toho je Rick Warren autorem knih Moc ke změně tvého života (The Power to Change Your Life), Odpovědi na obtížné životní otázky (Answers to Life's Difficult Questions) a příručky Metody osobního studia Bible (Personal Bible Study Methods). Kniha The Purpose Driven Life je kromě bible snad nejprodávanější knihou faktu v historii – prodalo se jí již 14 milionů. V češtině vyšla v nakladatelství Návrat domů s názvem Proč jsme vůbec tady?.